# Lou Hoefnagels

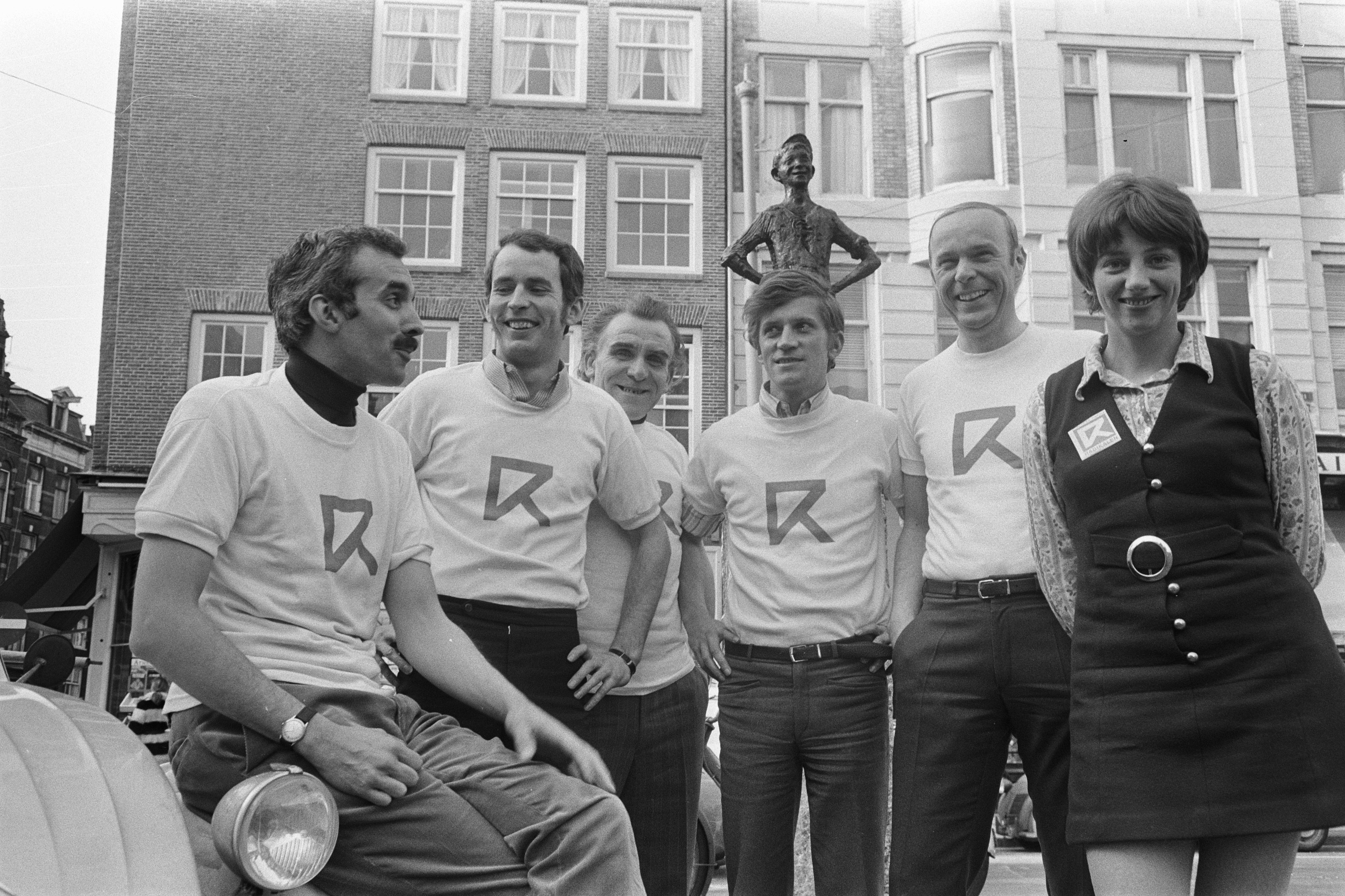
PPR-kandidaten voor gemeenteraadsverkiezingen in Amsterdam, Lou Hoefnagels staat in het midden

Ludovicus Sebastianus Maria (Lou) Hoefnagels (Venlo, 6 februari 1921 - Amsterdam, 15 juli 1995) was een Nederlands politicus voor de Politieke Partij Radikalen (PPR), journalist en directeur van culturele instellingen.
Hoefnagels volgde het gymnasium en studeerde daarna kunstgeschiedenis aan de Katholieke Universiteit Nijmegen en Universiteit van Freiburg, zonder de opleiding af te maken. Hoefnagels werkte daarna als journalist. Hij werkte samen met Arie Teeuwisse aan een strip "Kroosje" voor het ledenblad voor de KRO. Hij was directeur van verschillende culturele instellingen : het "Amsterdamse Werkcentrum voor lekentoneel en kreatief spel" en het theaterarchief  "theater klank en beeld". Hij was een vruchtbaar publicist en schreef vele publicaties over het theater. Hij was daarnaast lid van de programmaraad van de VARA en lid van het bestuur van de Amsterdamse Openbare Bibliotheek.
In 1971 werd hij lid van het partijbestuur van de PPR, daar coördineerde hij het cultuurbeleid. In 1973 werd hij hoofdredacteur van het partijblad van de PPR. Tussen 1974 en 1977 was hij senator voor de PPR. Hij voerde het woord op het gebied van volksgezondheid, cultuur, recreatie, maatschappelijk werk, buitenlandse zaken en Suriname. Hij kwam in de publiciteit omdat hij verkeerd geparkeerde auto's bekraste. Hij nam ontslag van de kamer vanwege zijn drukke werkzaamheden.